# RAI Amsterdam
Pour les articles homonymes, voir Rai.
Le RAI Amsterdam ou plus simplement RAI (Rijwiel- en Automobiel-Industrie pour « Industrie du cycle et de l'automobile ») est un complexe de halls d'exposition destiné à accueillir de grandes manifestations événementielles à Amsterdam aux Pays-Bas. Il se trouve dans l'arrondissement d'Amsterdam-Sud, dans le quartier du Zuidas, à l'est du Beatrixpark.

## Histoire

### Origines
En 1893, la RAI Vereniging (association de l'industrie du cycle et de l'automobile) se constitue (d'abord sous le nom de RI Vereniging, puis en 1900 l'automobile s'ajoute) s'installe au Paleis voor Volksvlijt pour y tenir une exposition permanente de promotion de l'industrie des transports. En 1922, la RAI Vereniging quitte ce palais des glaces pour son propre édifice, un hall d'exposition semi-permanente sur la Ferdinand Bolstraat, inauguré le 31 octobre 1922. Ce bâtiment est remplacé par l'actuel RAI en 1961, sur l'Europaplein. L'ancien bâtiment est démoli en 1975, après avoir servi un temps de salle de sport, pour être remplacé par le Sporthal De Pijp et un ensemble résidentiel, De Oude Raai.

### Développement
Le nouveau centre de congrès et d'exposition bâti sur les bords de l'Europaplein par l'architecte Alexander Bodon, est ouvert au public le 2 février 1961. Il a depuis subi de très nombreuses extensions, les derniers ajouts datant de 2007-2009. Le centre de congrès Elicium, conçu par le cabinet d'architectes Benthem Crouwel (en) pour un coût de 22 M€, est inauguré en 2009.
L'ensemble représente aujourd'hui 87 000 m2, répartis entre quarante-huit salles de conférences et onze halles d'expositions, la plus grande pouvant accueillir jusqu'à 12 900 places assises.

## Situation
Le complexe se situe près du périphérique sud d'Amsterdam, et à proximité d'une gare ferroviaire incorporant un arrêt de métro, la station Amsterdam RAI. Le RAI peut encore être rejoint par la ligne de tramway no 4.

## Programmation, fréquentation
Chaque année, le RAI accueille une cinquantaine de congrès internationaux et environ soixante-dix salons et expositions, et une douzaine de festivals complètent la programmation. Au total, cela représente une fréquentation annuelle de l'ordre d'1,5 million d'entrées. Lors du salon « Amsterdam Boat Show » de 2010, manifestation annuelle de l'HISWA (en), le quatre-vingt-dix-millionième visiteur depuis l'ouverture en 1961 a franchi les portes du RAI, le 4 mars.

## Liste des principales manifestations

### Salons

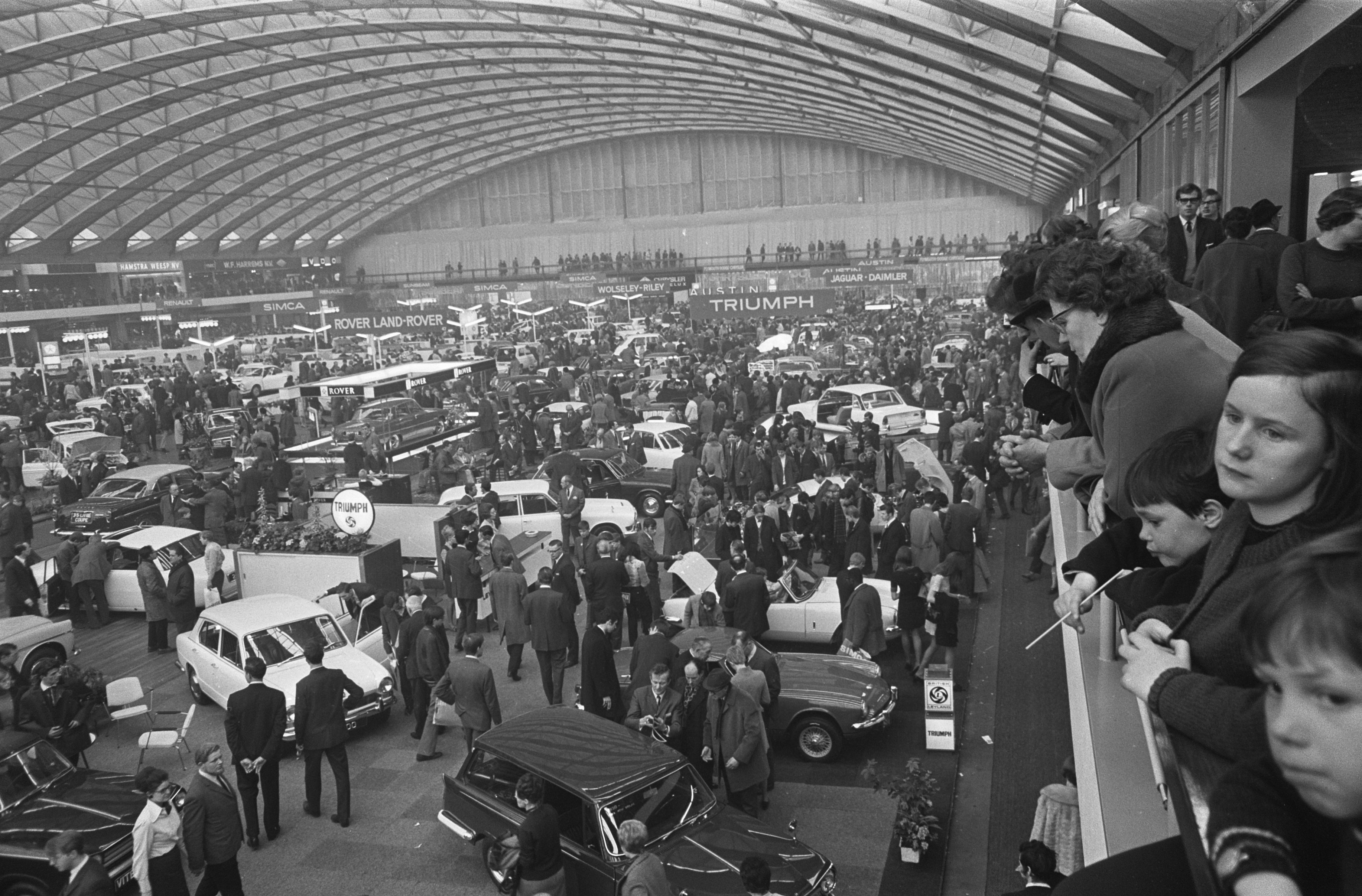
Affluence au salon de l'automobile (16 février 1967).

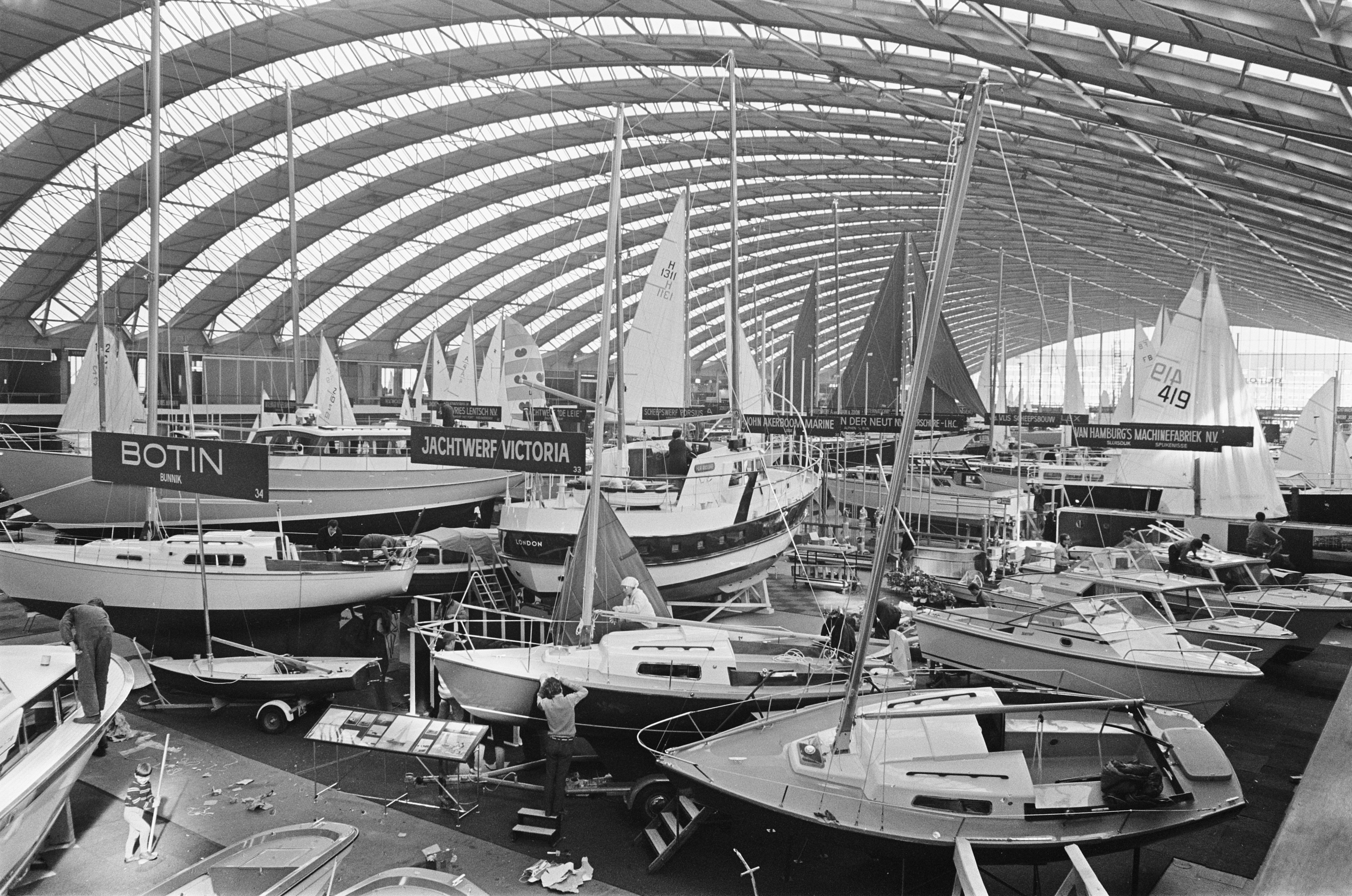
Derniers préparatifs avant le salon de l'HISWA (14 mars 1968).

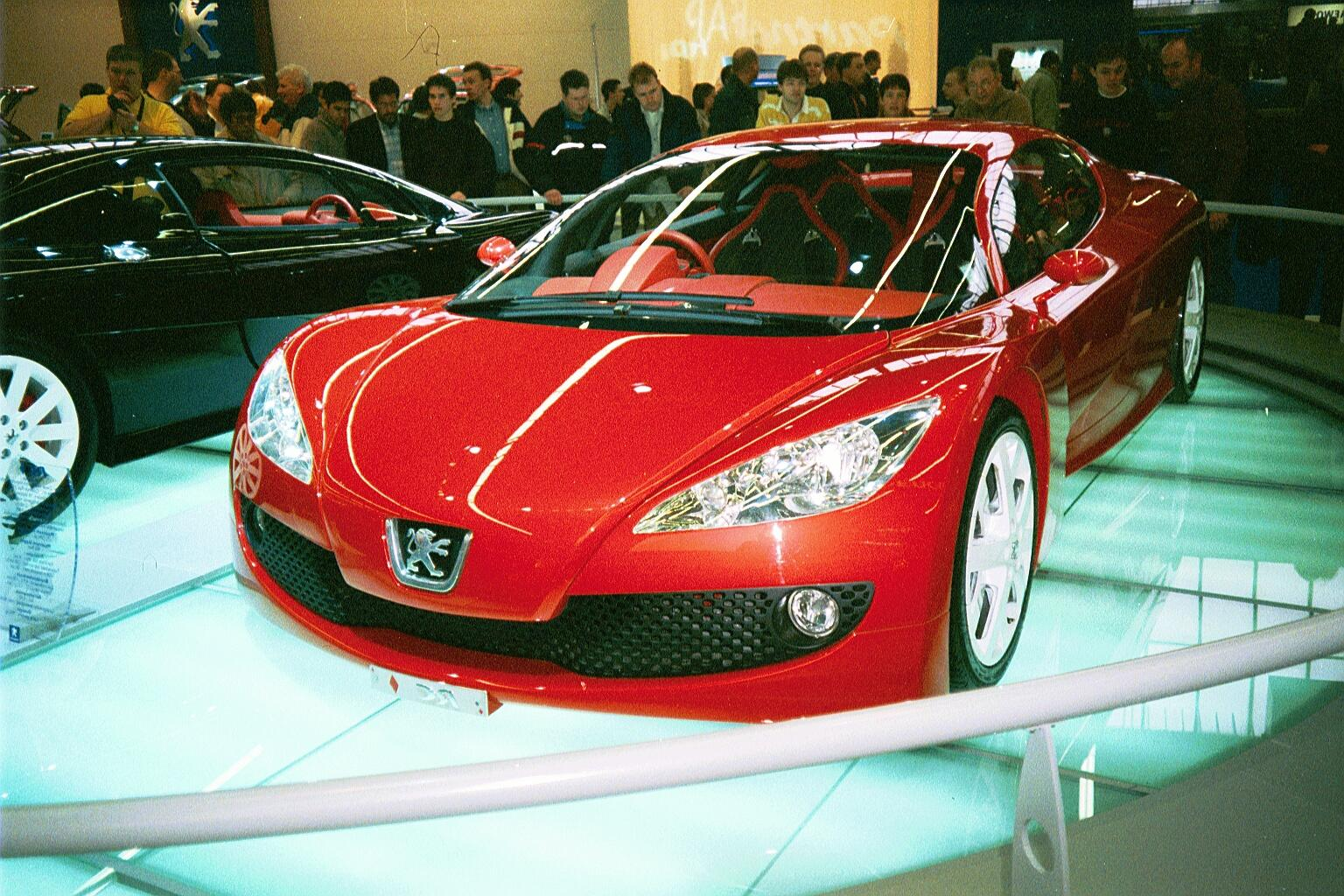
Le stand Peugeot lors de l'autoRAI (2006 ?).

- Aquatech - salon des loisirs nautiques / tous les deux ans
- Aquaterra – salon international sur le thème de la gestion de l'eau
- Art Amsterdam - salon des galeries d'art / tous les ans
- AutoRAI - salon de l'automobile / tous les deux ans, maintenant généralement en avril
- Bakkerijdagen - salon des professionnels de la boulangerie et de l'industrie alimentaire
- Building Holland - salon de la construction
- The European Road Transportshow - salon européen du transport / tous les deux ans
- FietsVAK - salon du vélo / chaque année, vers janvier
- HISWA (en) - salon nautique, sur quatre jours, depuis 1963 / annuel
- Horecava - salon de la cuisine industrielle de l'hôtellerie, sur quatre jours / annuel, en janvier
- Huishoudbeurs - salon de l'immobilier, sur neuf jours, depuis 1945 / annuel, en février
- Negenmaanden beurs - salon du mariage et de l'enfant
- Intertraffic Amsterdam - salon international des infrastructures  / tous les deux ans, en mars
- ISSA/INTERCLEAN - salon du nettoyage, sur quatre jours / tous les deux ans, en mai
- METS (Marine Equipment Trade Show) - salon de l'industrie navale / tous les ans, en novembre
- IBC (International broadcasting convention) - destiné aux professionnels du divertissement et de la communication / tous les ans, en septembre[1],[2],[3]
- ReMaTec – salon international du remanufacturing / tous les deux ans
- SSA (Safety & Security Amsterdam) - salon sur la sécurité incendie / annuel, en mars ou avril

### Autres événements
- Jumping Amsterdam - concours de sport hippique, depuis 1958
- En février 1970, tournage du film Trafic de Jacques Tati
- En 1970, le 15e concours Eurovision de la chanson 1970
- Festivals de musique électronique organisés par ID&T et sa société-fille Q-Dance : Innercity, Dirty Dutch, Thunderdome, Shockers, In Qontrol
- Miljonair fair - salon du luxe, depuis 2003